# CdZ-Gebiet Lothringen
Das CdZ-Gebiet Lothringen bestand von 1940 bis 1944 und ist räumlich identisch mit dem französischen Département Moselle und dem von 1871 bis 1918 bestehenden deutschen Bezirk Lothringen, nicht jedoch mit Lothringen, von dem es nur einen Teil umfasst.
Es handelte sich dabei um französisches Gebiet, das unter einem deutschen Chef der Zivilverwaltung (CdZ) stand und zur Eingliederung in das Deutsche Reich als Teil des Reichsgaus Westmark vorgesehen war.

## Geschichte

### Die Besetzung

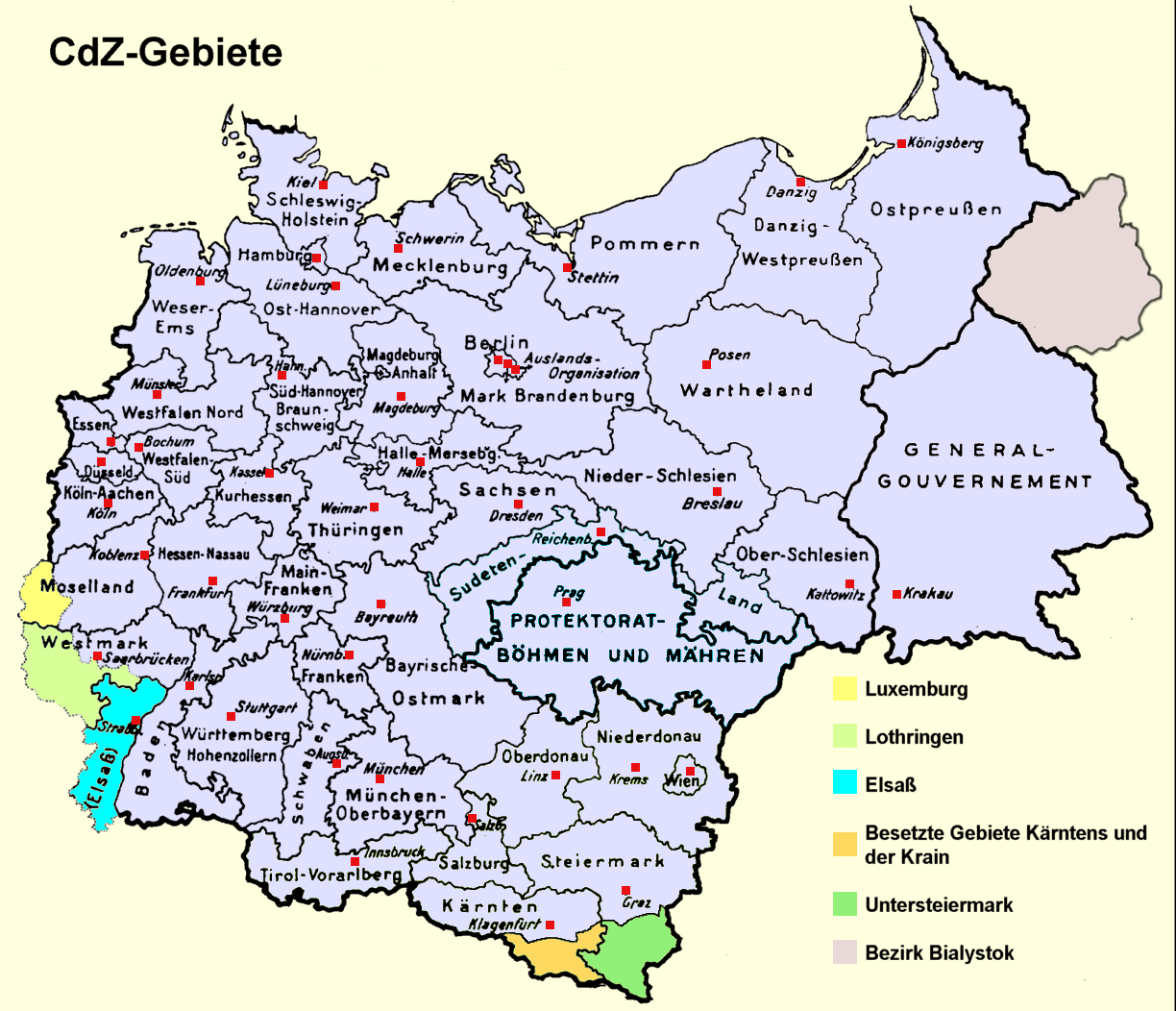
CdZ-Gebiete um 1941

Gegen Ende des Frankreichfeldzuges durchbrachen deutsche Truppen von Saarbrücken aus die Befestigungen der französischen Maginot-Linie. Da diese auch von Westen her bereits umgangen war – die deutschen Truppen näherten sich vom Oberlauf der Marne her bereits der Schweizer Grenze – erhielten die französischen Truppen am 12. Juni 1940 die Aufforderung ihrer Führung, Lothringen zu räumen. Das geschah auch bis auf die eigentlichen Festungsanlagen, die zunächst besetzt blieben.
Mit dem Waffenstillstand vom 22. Juni 1940 kapitulierten diese Truppen im Raum Nancy und südlich. Danach war Lothringen insgesamt deutsch besetzt, und zwar zunächst unter Militärverwaltung.

### Deutsche Zivilverwaltung
Durch Führererlass vom 2. August 1940 wurde der von 1871 bis 1918 deutsche Teil Lothringens, das Gebiet des ehemaligen Bezirks Lothringen, territorial identisch mit dem französischen Département Moselle, einem deutschen Chef der Zivilverwaltung unterstellt. Er unterstand Hitler unmittelbar, erhielt von ihm allgemeine Weisungen und Richtlinien und hatte „hiernach und nach den fachlichen Weisungen der Obersten Reichsbehörden für den Wiederaufbau des lothringischen Gebietes zu sorgen“.
Zum Chef der Zivilverwaltung in Lothringen wurde der Reichskommissar für die Saarpfalz (seit dem 15. Mai 1941: Reichsstatthalter in der Westmark) und Gauleiter der NSDAP Josef Bürckel, in Saarbrücken ernannt.
Sitz der Verwaltung wurde die Stadt Saarbrücken. In Metz befand sich vorläufig eine Außenstelle des Chefs der Zivilverwaltung, zur Abwicklung der bisherigen französischen Präfektur. Mit dem 1. April 1941 wurde diese Außenstelle aufgelöst.
Im Oktober 1940 wurden sämtliche Vereine und Organisationen und sämtliche „vereinsähnliche Gebilde, die einen Menschenzusammenschluss darstellen“, ausgenommen wirtschaftliche Unternehmungen, Feuerwehrverbände, Baugenossenschaften, Spar- und Darlehenskassen, auf Anordnung Bürckels mit sofortiger Wirkung aufgelöst und ein „Stillhaltekommissar“ eingesetzt, der in den folgenden Monaten eine vollständige „Neuordnung“ des gesamten Vereinswesens durchführte und dazu in 270 Einzelbekanntmachungen alles Vermögen dieser Organisationen einzog.

## Vertreibung und Neubesiedlung
Durch die Evakuierung der Grenzbevölkerung bei Kriegsbeginn eröffneten sich für die Nationalsozialisten sogleich Möglichkeiten, missliebige Teile der angestammten französischen Bevölkerung auszusperren. Es folgten weitere gewaltsame Ausweisungen, die allein Ende 1940 rund 60.000 Personen betrafen. Eine der bekanntesten Protestaktionen der Einheimischen war eine patriotisch aufgeladene Prozession am Fest Mariä Himmelfahrt am 15. August 1940. Vor der im Jahr 1924 errichteten Metzer Mariensäule, die durch den letzten deutschen Bischof von Metz, Willibrord Benzler, als Weihedenkmal für die Verschonung der Stadt im Ersten Weltkrieg am Metzer St. Jakobsplatz (Place Saint-Jacques) versprochen worden war, hatten hunderte Metzer schweigend Blumensträuße abgelegt, die mit Bändern in den Farben der französischen Trikolore zusammengebunden waren. Der Chef der Schutzpolizei nahm dies zum Anlass, zahlreiche profranzösische Einwohner sowie den Metzer Bischof Joseph-Jean Heintz umgehend aus dem Gebiet zu verbannen. Die im CdZ-Gebiet noch verbliebenen Juden wurden im Oktober 1940 während der Wagner-Bürckel-Aktion in das Lager Gurs deportiert.
Mit der Verordnung vom 7. Dezember 1940 zur Neuordnung des Siedlungsraumes in Lothringen wurde der Grundbesitz der aus Lothringen Ausgesiedelten als „reichsfeindliches Vermögen“ beschlagnahmt und eingezogen. Französischsprachige Lothringer meist bäuerlicher Herkunft wurden vor die Wahl gestellt, nach Frankreich oder in den neuen Reichsgau Wartheland umzusiedeln. Gleichzeitig sollten damit landlose deutsche Bauern von der Saar die Möglichkeit erhalten, im nicht nur räumlich, sondern auch kulturell und sprachlich benachbarten Lothringen „bis zur deutschen Sprachgrenze“ zu siedeln und so eine Umsiedlung in den Osten zu vermeiden. Von der Aussiedlung waren bis Oktober 1943 etwa 80.000 Lothringer betroffen, also 15 % der Vorkriegsbevölkerung. 387 Dörfer wurden evakuiert. Die Aussiedlungsaktion war „vornehmlich zur Neubildung deutschen Bauerntums und für Wohnsiedlungszwecke zu verwerten“. Hierzu wurde am 7. Januar 1941 ein Kulturamt (Umlegungs- und Siedlungsbehörde) zunächst nur in Metz eingerichtet.
Durch Anordnung vom 10. Juli 1942 wurde die Besiedlung des lothringischen Grenzlandes der „Bauernsiedlung Westmark GmbH“ in Saarbrücken übertragen.
Eine grobe Einschätzung der Bevölkerungsverschiebung durch Ausweisung, Neuansiedlungen und Einziehungen zur Wehrmacht ermöglichen die Ergebnisse der Verbrauchergruppenstatistiken, die aus den Daten der Lebensmittelzuteilungen gewonnen wurden und 1953 vom Statistischen Bundesamt veröffentlicht wurden. Nach der Kleinen Verbrauchergruppenstatistik hatten 1936 im Département Moselle noch 696.246 Menschen gelebt. Demgegenüber umfasste die versorgte Zivilbevölkerung im CdZ-Gebiet Lothringen – ohne den 1943 an die Stadt Saarbrücken abgetretenen Verwaltungsbezirk Forbach – Ende August/Anfang September 1944 nur noch 537.981 Menschen (darunter 42.180 Gemeinschaftsverpflegte). In der Stadt Metz wurden noch 81.059 Zivilpersonen versorgt (1936: 117.551 Einwohner), im Landkreis Metz 83.374 (1936: 100.609 Einwohner), im Landkreis Diedenhofen 131.033 (1936: 148.054 Einwohner), im Landkreis Saarburg (Westmark) 53.263 (1936: 59.277 Einwohner), im Landkreis Saargemünd 70.526 (1936: 92.527 Einwohner), im Landkreis Salzburgen 25.297 (1936: 33.296 Einwohner), im Landkreis Sankt Avold 93.429 (1936: 144.932 Einwohner).

## Übrige Wege zur vollständigen „Eindeutschung“
Wesentliches Element zur Eingliederung der deutschsprachigen Bevölkerung in das nationalsozialistische Deutschland war die 1940 gegründete „Deutsche Volksgemeinschaft in Lothringen“ (D.V.G.) eine Nebenorganisation der NSDAP.
Mit Verordnung vom 28. September 1940 war die Schreibweise sämtlicher Vor- und Familiennamen in die deutsche Schreibweise abzuändern.
Durch Anordnung vom 13. Februar 1941 wurde die Bezeichnung der „einheimischen“ lothringischen Bevölkerung auf „Deutsche Volkszugehörigkeit, Lothringer“ festgesetzt.
Am 23. August 1942 erging die Verordnung über die Staatsangehörigkeit, wonach deutschstämmige Lothringer diese erwarben, wenn sie
- zur Wehrmacht oder Waffen-SS einberufen oder
- als bewährte Volksdeutsche anerkannt wurden.

Durch Anordnung vom 14. August 1944 erwarben weitere „deutschstämmige“ Lothringer die deutsche Staatsangehörigkeit, wenn sie
- in die deutsche Polizei (Ordnungspolizei, Sicherheitspolizei, Sicherheitsdienst) einberufen oder
- in den Reichsarbeitsdienst oder die Organisation Todt übernommen wurden.

Die geplante vollständige Eingliederung des lothringischen Gebiets in das Deutsche Reich und seine Verklammerung mit dem Saarland und der Pfalz zu einem neuen Reichsgau Westmark – räumlich identisch mit dem gleichermaßen erweiterten und umbenannten Gau Saarpfalz der NSDAP – fand bis zum Kriegsende aber nicht mehr statt.

## Verwaltungsgliederung
Zunächst blieb die französische Einteilung bestehen, die Arrondissements wurden deutsche Kreise.
Danach bestanden zunächst:
- der Stadtkreis Metz unter einem deutschen Stadtkommissar, später: Oberbürgermeister,
- die Landkreise Bolchen (Boulay), Diedenhofen-Ost (Thionville-Est), Diedenhofen-West (Thionville-Ouest), Forbach, Saarburg (Sarrebourg), Saargemünd (Sarreguemines) und Salzburgen (Château-Salins) unter deutschen Landkommissaren, später: Landräten.

Zum 1. Oktober 1940 wurden die Gemeinden Langenheim, Martinsbann, Montenich, Sankt Julian und Wallern aus dem Landkreis Metz in den Stadtkreis Metz eingegliedert.
Am 1. Dezember 1940 wurden die Landkreise Diedenhofen-Ost und Diedenhofen-West zum neuen Landkreis Diedenhofen zusammengeschlossen unter Grenzkorrekturen zu Gunsten des Landkreises Metz, ferner die Landkreise Bolchen und Forbach zum neuen Landkreis Sankt Avold.
Zum 25. Januar 1941 erhielt der Landkreis Saarburg die Zusatzbezeichnung „(Westmark)“ zur Unterscheidung vom gleichnamigen Landkreis in der Rheinprovinz, Regierungsbezirk Trier. Der Landkreis Salzburg wurde endgültig in Salzburgen umbenannt.
Zum 1. April 1941 wurde der Stadtkreis Metz erneut durch die Eingliederung der Gemeinden Bornen, Manningen, Masch, Mühlen bei Metz, Pleppweiler, Jussingen, Sigach und Wappingen aus dem Landkreis Metz und der Gemeinde Bettsdorf b. Diedenhofen aus dem Landkreis Diedenhofen vergrößert. Ferner fanden zur gleichen Zeit Grenzkorrekturen zwischen den Landkreisen Diedenhofen, Metz, Sankt Avold, Saargemünd und Salzburgen statt. Im Übrigen wurde die gesamte Gemeindestruktur durch eine Gebietsreform dadurch verändert, dass viele Gemeinden aufgelöst und mit anderen zusammengeschlossen wurden.
Im Bereich des Landkreises Salzburgen hatte durch Ausweisungen der französischsprachigen Einwohner in das übrige Frankreich die Einwohnerzahl so abgenommen, dass die Gemeindezahl auf 21 Großgemeinden verringert werden musste.
Zum 1. April 1943 wurde die Stadt Forbach, die bereits um Stieringen und Schönecken vergrößert worden war, zusammen mit den Gemeinden Alstingen, Kleinrosseln und Spichern aus dem Landkreis Sankt Avold herausgelöst und als besonderer Verwaltungsbezirk Forbach in die Verwaltung der Stadt und des Stadtkreises Saarbrücken überführt. Das geschah im Vorgriff auf die Bildung des Reichsgaues Westmark – die bis Kriegsende nicht mehr stattgefunden hat – und die geplante formelle Eingemeindung nach Saarbrücken.
Für die Gerichte siehe die Liste der Gerichte im CdZ-Gebiet Lothringen.

## Kommunalverfassung
Zunächst galt das bisherige französische Kommunalrecht fort.
Am 1. Januar 1941 wurde die im Deutschen Reich gültige Deutsche Gemeindeordnung vom 30. Januar 1935 eingeführt, welche die Durchsetzung des Führerprinzips auf Gemeindeebene vorsah. Hierzu erging am 1. Februar 1941 eine Durchführungsverordnung, wonach aus mehreren Gemeinden gemeinschaftliche Bürgermeistereien gebildet werden konnten.
Am 1. April 1941 wurde die Kreisordnung für Lothringen vom 25. März 1941 eingeführt, wonach unter anderem die bisherigen Kantone aufgelöst wurden.

## Ortsnamen
Zunächst galten vorläufig die bis 1918 gültigen deutschen Ortsnamen in ihrer deutschen Fassung. Später wurden am 25. Januar 1941 alle Ortsnamen in einer deutschen Fassung festgelegt, die teilweise erheblich von der im Jahre 1918 abwich.

## Justiz
Ab 1. November 1940 galten in Lothringen das deutsche Gerichtsverfassungsgesetz und die Zivilprozessordnung. Die bisherigen Kantonsgerichte wurden in Amtsgerichte, die bisherigen Gerichte 1. Instanz in Landgerichte umgewandelt. In Metz wurde als Gerichts-„Spitze“ ein oberlandesgerichtlicher Senat eingerichtet.
Ab 1. April 1942 nahmen unter dem Landesarbeitsgericht Metz fünf Arbeitsgerichte ihre Tätigkeit auf.
Zum 1. Mai 1942 trat in Lothringen das gesamte deutsche Strafrecht und Strafverfahrensrecht in Kraft. In Metz bestand ferner ein Sondergericht.
Zum 1. März 1943 wurde das gesamte deutsche bürgerliche (Zivil-)Recht in Lothringen eingeführt.

## Post
Ausgehend von der Reichspostdirektion Saarbrücken, wurden zwischen dem 17. Juli und dem 28. August 1940 15 deutsche Dienstpostämter in Lothringen eingerichtet. Vom 1. Januar 1942 galten nur noch die im Altreich üblichen Postwertzeichen. Mit dem 1. September 1943 wurde die Aufnahme des allgemeinen (Reichs-)Postdienstes verfügt, so dass die bisherige deutsche Dienstpost ihren Betrieb einstellten konnte.

## Wehrmacht
Die militärischen Hoheitsrechte in Lothringen übten nach dem Erlass vom 2. August 1940 zunächst weiterhin die Oberbefehlshaber der deutschen Armeen aus.
Durch Erlass vom 12. Oktober 1940 wurde die Ausübung der militärischen Hoheitsrechte dem Oberbefehlshaber des Heeres (Befehlshaber des Ersatzheeres) nach den im Deutschen Reich gültigen Bestimmungen übertragen. Dementsprechend wurde am 17. Oktober 1940 Lothringen dem Wehrkreis XII in Wiesbaden zugeschlagen. Die aufgrund ihrer Deutschstämmigkeit als Volksdeutsche betrachteten Lothringer gerieten dadurch in den Sog völkerrechtswidriger Zwangsrekrutierung durch das Dritte Reich.
Am 16. April 1941 wurde die Wehrüberwachung der reichsdeutschen Wehrpflichtigen in Lothringen durch die neu eingerichteten Wehrbezirkskommandos Diedenhofen, Metz, Saargemünd und Sankt Avold bekanntgemacht.
Durch Verordnung vom 19. August 1942 wurde die Wehrpflicht in der deutschen Wehrmacht auch auf die „deutschen Volkszugehörigen“ in Lothringen ausgedehnt, und zwar für die Jahrgänge 1920 bis 1924. Eigentlich verstieß die damalige deutsche Regierung damit gegen ihr eigenes Wehrgesetz vom 21. Mai 1935, das die Reichszugehörigkeit als Voraussetzung für die Wehrpflicht vorschrieb.
Mit dem 16. Februar wurden auch die Angehörigen der Jahrgänge 1914 und jünger wehrpflichtig.

## Das Ende
Nach der Invasion in der Normandie im Juni 1944 erreichten alliierte amerikanische Truppen bis Mitte September 1944 von Westen her die Mosel beiderseits Thionville und kamen an der Frontlinie westlich der Festung Metz zum Stehen. Die Stadt selbst wurde im Kampf um Metz vorläufig von einem improvisierten Kampfverband aus Fähnrichen der Kriegsschule für das Deutsche Reich gehalten.
Am 8. November 1944, in Paris herrschte bereits die freie französische Regierung unter de Gaulle, griffen alliierte amerikanische Truppen in der Schlacht um Lothringen erneut an. Der Angriff führte zunächst zur Umschließung von Metz, dann zur Eroberung der Stadt, und endete Anfang Dezember 1944 fast an der durch den Westwall gesicherten Reichsgrenze von 1940; wegen des Ardennen-Gegenangriffs rückten General Pattons Panzertruppen vom Großraum Saarbrücken-Saarhügeln weg in die Ardennen. So wurde Saargemünd-Sarreguemines schon im November 1944 befreit, die Nachbargemeinde Großblittersdorf erst am 18. Februar 1945, nach Dauerbeschuss aus den Hügeln des „Rouhlinger Waldes“. Erst ab Februar bis März 1945, auch mit dem Ende der Operation Nordwind in der östlichen Zone des Departements Moselle in Richtung Nordelsass, wurde das gesamte Gebiet nach schrecklichen Kämpfen befreit. Damit war die deutsche Besetzung Lothringens beendet und Lothringen gehörte wieder zu Frankreich. Als Departement Moselle (Mosel) ist es heute Teil der Region Grand Est.

## Kreise im CdZ-Gebiet Lothringen 1944

### Stadtkreis(e)
1. Metz
2. Forbach, Verwaltungsbezirk, seit 1943 an die kreisfreie Stadt Saarbrücken angegliedert

### Landkreise
1. Diedenhofen
2. Metz
3. Saarburg (Westmark)
4. Saargemünd
5. Salzburgen
6. Sankt Avold, 1940 gebildet aus Kreis Forbach und Kreis Bolchen

## Sonstige CdZ
- CdZ-Gebiet Untersteiermark
- CdZ Elsass, siehe Robert Wagner
- CdZ-Gebiet Luxemburg
- CdZ-Gebiet Kärnten und Krain

## Personen
- Josef Bürckel (1895–1944), Gauleiter, Reichsstatthalter und Chef der Zivilverwaltung CdZ Lothringen
- Fritz Wambsganß (1886–1979), Leiter der Abteilung Erziehung und Religion, in der Zivilverwaltung